# Hlubocz
Hlubocz (ukr.  Глибоч) – wieś na Ukrainie w rejonie samborskim obwodu lwowskiego.